# Miami Dolphins 1972
La stagione 1972 dei Miami Dolphins è stata la settima della franchigia e la terza nella National Football League. I Dolphins sono l'unica squadra della storia della National Football League aver vinto il Super Bowl dopo non aver perso nemmeno una partita. La squadra fu guidata dall'allenatore Don Shula e giocatori degni di menzione furono Bob Griese, Earl Morrall e Larry Csonka (tra i molti). I Dolphins terminarono la stagione regolare con un record di 14–0 e vinsero tutte le tre gare di playoff, incluso il Super Bowl VII contro i Washington Redskins, finendo con un bilancio complessivo di 17–0.
Questa squadra rimane l'unica a non aver perso o pareggiato alcuna partita dalla prima gara al Super Bowl. Inoltre, i Dolphins portarono la loro striscia a 18 vittorie consecutive (tra stagione regolare e playoff), prima di perdere nella settimana 2 della stagione 1973.
Durante questa stagione, Bob Griese si ruppe una caviglia nella gara della settimana 5 contro i San Diego Chargers dopo aver subito un sack dal defensive tackle Ron East e dal defensive end Deacon Jones. Fu sostituito dal veterano Earl Morrall per il resto della stagione regolare. Griese tornò in campo nella finale della AFC contro i Pittsburgh Steelers e poi partì come titolare nel Super Bowl VII. Dal lato delle corse, i running back Larry Csonka e Mercury Morris divennero i primi compagni a superare le mille yard corse in una stagione. Paul Warfield guidò i ricevitori ricevendo 29 passaggi di oltre 20 yard di media l'uno. La offensive line includeva i futuri membri della Hall of Fame Jim Langer e Larry Little e il Pro Bowler Norm Evans.

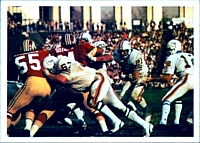
Jim Kiick durante una corsa nel Super Bowl VII

La difesa del '72 dei Dolphins, chiamata "No-Name Defense" poiché il notevole attacco di Miami riceveva molta più pubblicità, fu la migliore della lega quell'anno. Era guidata dal linebacker Nick Buoniconti, dal defensive end Bill Stanfill, dal defensive tackle Manny Fernandez e dalle safety Dick Anderson e Jake Scott. In totale nove giocatori, Csonka, Morris, Warfield, Little, Evans, Buoniconti, Stanfill, Anderson e Scott furono convocati per il Pro Bowl e Morrall, Stanfill e Anderson furono inseriti nel First-team All-Pro.

## Calendario

### Stagione regolare
| Turno | Data       | Avversario             | Risultato | Record | Pubblico |
| ----- | ---------- | ---------------------- | --------- | ------ | -------- |
| 1     | 17/9/1972  | @ Kansas City Chiefs   | V 20–10   | 1–0    | 79.829   |
| 2     | 24/9/1972  | Houston Oilers         | V 34–13   | 2–0    | 77.821   |
| 3     | 1/10/1972  | @ Minnesota Vikings    | V 16–14   | 3–0    | 47.900   |
| 4     | 8/10/1972  | @ New York Jets        | V 27–17   | 4–0    | 63.841   |
| 5     | 15/10/1972 | San Diego Chargers     | V 24–10   | 5–0    | 80.010   |
| 6     | 22/10/1972 | Buffalo Bills          | V 24–23   | 6–0    | 80.010   |
| 7     | 29/10/1972 | @ Baltimore Colts      | V 23–0    | 7–0    | 60.000   |
| 8     | 5/11/1972  | @ Buffalo Bills        | V 30–16   | 8–0    | 46.206   |
| 9     | 12/11/1972 | New England Patriots   | V 52–0    | 9–0    | 80.010   |
| 10    | 19/11/1972 | New York Jets          | V 28–24   | 10–0   | 80.010   |
| 11    | 27/11/1972 | St. Louis Cardinals    | V 31–10   | 11–0   | 80.010   |
| 12    | 3/12/1972  | @ New England Patriots | V 37–21   | 12–0   | 60.999   |
| 13    | 10/12/1972 | @ New York Giants      | V 23–13   | 13–0   | 62.728   |
| 14    | 16/12/1972 | Baltimore Colts        | V 16–0    | 14–0   | 80.010   |

### Playoff
| Turno              | Data       | Avversario            | Risultato | Pubblico |
| ------------------ | ---------- | --------------------- | --------- | -------- |
| Divisional playoff | 24/12/1972 | Cleveland Browns      | V 20–14   | 80.010   |
| Finale AFC         | 31/12/1972 | @ Pittsburgh Steelers | V 21–17   | 50.350   |
| Super Bowl VII     | 14/1/1973  | Washington Redskins   | V 14–7    | 90.182   |

## Classifiche
| AFC East             | AFC East | AFC East | AFC East | AFC East | AFC East | AFC East | AFC East | AFC East | AFC East |
|                      | V        | S        | P        | %        | DIV      | CONF     | PF       | PS       | Str.     |
| -------------------- | -------- | -------- | -------- | -------- | -------- | -------- | -------- | -------- | -------- |
| Miami Dolphins       | 14       | 0        | 0        | 1.000    | 8–0      | 11–0     | 385      | 171      | V14      |
| New York Jets        | 7        | 7        | 0        | .500     | 6–2      | 6–5      | 367      | 324      | S2       |
| Baltimore Colts      | 5        | 9        | 0        | .357     | 4–4      | 5–6      | 235      | 252      | S2       |
| Buffalo Bills        | 4        | 9        | 1        | .321     | 2–6      | 2–9      | 257      | 377      | V1       |
| New England Patriots | 3        | 11       | 0        | .214     | 0–8      | 0–11     | 192      | 446      | S1       |

## Premi
- Don Shula:

allenatore dell'anno
- Jake Scott:

MVP del Super Bowl

## Leggenda metropolitana

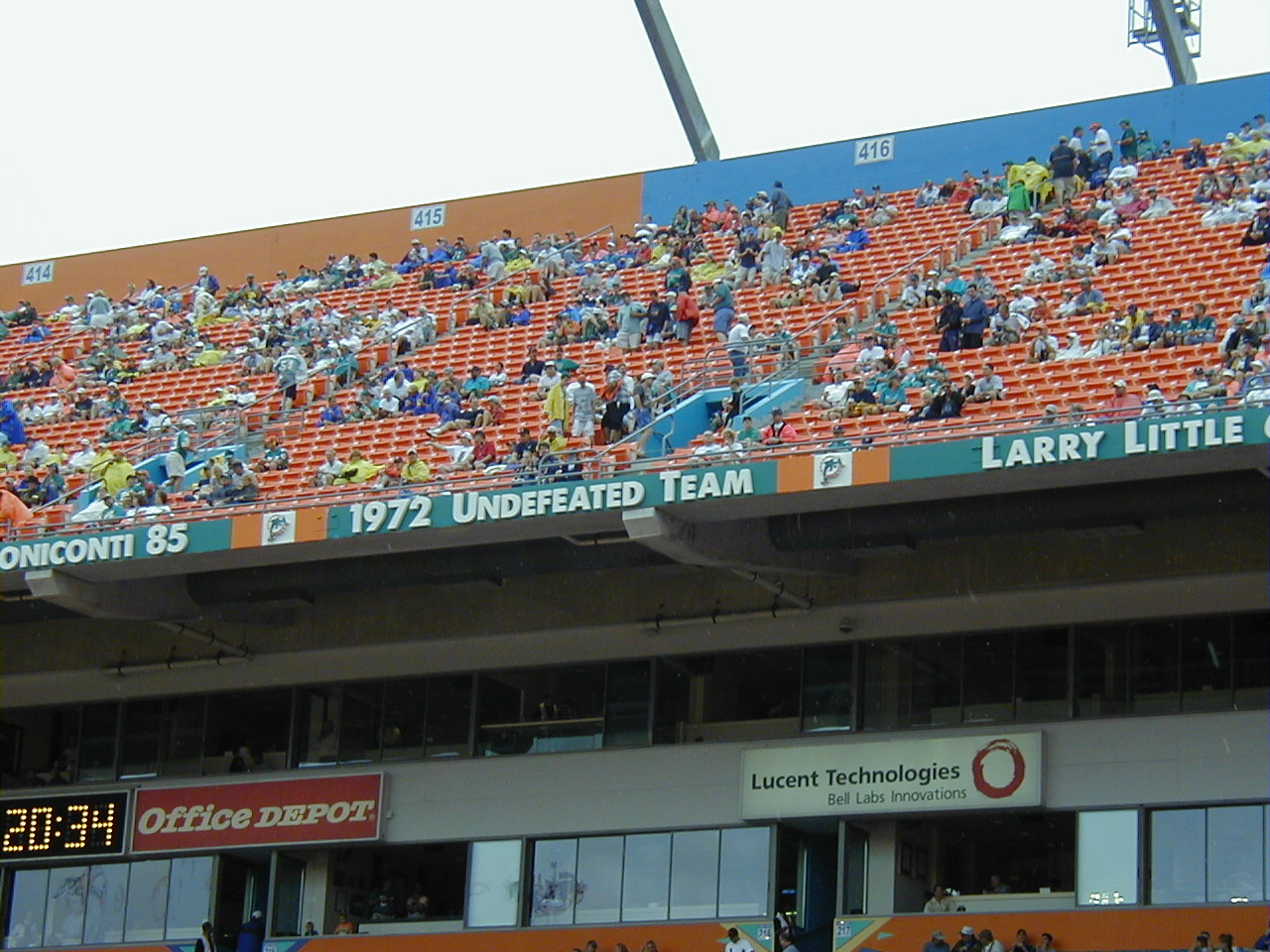
La squadra del 1972 nel Miami Dolphins Honor Roll.

C'è una leggenda metropolitana per cui, in ogni stagione, qualunque sia l'ultima squadra rimasta imbattuta, quando questa viene sconfitta, i rimanenti membri della stagione 1972 dei Dolphins stappano una bottiglia di champagne per festeggiare. Coach Don Shula provò a smontare questo mito dicendo che due giocatori, Dick Anderson e Nick Buoniconti, che vivono in prossimità l'uno dell'altro, a volte si trovano assieme per fare un brindisi. Tuttavia, durante una telecronaca del football universitario dopo la sconfitta di una squadra imbattuta, una collega chiese la veridicità di questa storia a Bob Griese e questi commentò di chiamare i vecchi compagni dei Dolphins per bersi una Diet Coke insieme. Quella celebrazione indicava che essi non consumano più bevande alcoliche, ma che il brindisi era una tradizione.